# Saison 1988-1989 du Montpellier Paillade Sport Club
Maillots
Chronologie
Saison précédente Saison suivante
La saison 1988-1989 du Montpellier PSC a vu le club évoluer en Division 1 pour la deuxième saison consécutive.
Malgré un bon recrutement et des débuts mitigés, les pailladins vont se maintenir toute la saison dans le ventre mou du classement pour finalement terminer à la 9e place du championnat.
En Coupe UEFA, pour la première participation du club à une coupe d'Europe, les héraultais trop naïf vont se rendre compte de la différence de niveau entre le football national et le football européen. Éliminé sans gloire dès le premier tour par la prestigieuse équipe du Benfica Lisbonne, l'aprentissage est rude et le retour sur terre brutal.
Le parcours en Coupe de France n'est guère plus flamboyant puisque le club est éliminé dès les seizièmes de finale par l'AS Monaco.

## Déroulement de la saison

### Inter-saison
À l'aube de sa deuxième saison d'affilée parmi l'élite, Louis Nicollin a de nouvelles ambitions pour le Montpellier PSC. Afin de bien se préparer à découvrir l'Europe avec la Coupe UEFA, il s'offre de nouveaux joueurs, riches en expérience, dont un joyau colombien, tout juste élu meilleur joueur Sud-Américain. Ce joueur, qui passe rarement inaperçu dans les rues de Montpellier avec sa tignasse blonde a pour nom Carlos Alberto Valderrama.
Sa venue s'accompagne également de celle de Claude Lowitz, qui a déjà connu l'Europe avec le Toulouse FC et l'Olympique de Marseille, pour remplacer Franck Lucchesi au poste d'arrière gauche, de celle de l'international Bruno Bellone qui vient renforcer le secteur offensif qui a perdu Christian Perez.
Enfin le départ de Nenad Stojkovic, est compensé par les arrivées de Michel Der Zakarian en provenance du FC Nantes, et de Jean-Jacques Nono l'ancien lyonnais comme suppléant.

### Championnat
La saison 1988-1989 marque le début de la domination de l'Olympique de Marseille sans partage sur la Division 1. Pour les pailladins, la saison est tout simplement moyenne, loin des places européennes et loin des places de relégation, le club termine la saison à un honorable 9e place.
Pourtant le sort n'épargne pas l'équipe, puisque Bruno Bellone se blesse rapidement mettant fin à sa saison, et que Carlos Alberto Valderrama ne s'intègre pas correctement à l'équipe, puisque non désiré par Pierre Mosca. L'arrivée de Gérard Buscher durant l'hiver ne changera pas grand chose à la donne. Quant au capitaine Gérard Bernardet, il sera transféré par Louis Nicollin à l'Olympique de Marseille à quelques journées de la fin du championnat pour être sacré champion de France.

### Coupe UEFA
L'aventure européenne des montpelliérains ne se résume qu'à un bref passage en Coupe UEFA. Alors que le club n'a jamais connu le niveau européen, le tirage au sort n'est guère clément puisque c'est le Benfica Lisbonne qui est désigné comme professeur pour faire découvrir le haut niveau aux petits pailladins. Et la leçon est dure, après avoir encaissé trois buts au Stade de la Mosson, le retour n'est guère plus reluisant avec une défaite trois bus à un au Stade de la Luz.

### Coupes nationales
En Coupe de France, comme depuis plusieurs années les pailladins ne brille guère se faisant éliminer par l'AS Monaco dès les seizièmes de finale.

## Joueurs et staff

### Transferts
| Été 1988                  |               |                           |                        |                |
| Nom                       | Nationalité   | Transfert                 | Provenance/Destination | Division       |
| Arrivées                  |               |                           |                        |                |
| Alain Bonnafous           | France        | Premier contrat pro       |                        |                |
| Christian Saboye          | France        | Premier contrat pro       |                        |                |
| Claude Lowitz             | France        | Transfert                 | Olympique de Marseille | Division 1     |
| Jean-Jacques Nono         | France        | Transfert                 | Olympique lyonnais     | Division 2     |
| Luc Dupin                 | France        | Premier contrat pro       |                        |                |
| Michel Der Zakarian       | Arménie       | Transfert                 | FC Nantes              | Division 1     |
| Carlos Alberto Valderrama | Colombie      | Transfert                 | Deportivo Cali         | División Mayor |
| Christian Navarro         | France        | Premier contrat pro       |                        |                |
| Sami Edwige               | France        | Premier contrat pro       |                        |                |
| Bruno Bellone             | France        | Transfert                 | AS Cannes              | Division 1     |
| Christophe Bentoumi       | France        | Premier contrat pro       |                        |                |
| Départs                   |               |                           |                        |                |
| Christian Perez           | France        | Transfert                 | Paris Saint-Germain    | Division 1     |
| Jean-François Larios      | France        | Fin de contrat (Retraite) |                        |                |
| Jean-Marc Furlan          | France        | Transfert                 | RC Lens                | Division 1     |
| Jean-Michel Guédé         | Côte d'Ivoire | Transfert                 | Stade lavallois        | Division 1     |
| Nenad Stojkovic           | Yougoslavie   | Transfert                 | FC Mulhouse            | Division 2     |
| Richard Toutain           | France        | Transfert                 | FC Sète                | Division 2     |
| Thierry Laurey            | France        | Transfert                 | FC Sochaux-Montbéliard | Division 1     |
| Prêts                     |               |                           |                        |                |
| Jean-François Scala       | France        | Prêt                      | Stade Ruthénois        | Division 2     |
| Radouane Abbes            | Algérie       | Prêt                      | FC Sète                | Division 2     |

| Hiver 1988-1989  |             |           |                        |            |
| Nom              | Nationalité | Transfert | Provenance/Destination | Division   |
| Arrivées         |             |           |                        |            |
| Gérard Buscher   | France      | Transfert | Matra Racing           | Division 1 |
| Départs          |             |           |                        |            |
| Gérard Bernardet | France      | Transfert | Olympique de Marseille | Division 1 |

## Rencontres de la saison

### Division 1
| Tour       | Adversaire             | Lieu | Résultat | Buteurs du MPSC                                                               |
| Journée 1  | Olympique de Marseille | Ext. | 1-1      | Gérard Bernardet                                                              |
| Journée 2  | OGC Nice               | Dom. | 1-1      | Laurent Blanc                                                                 |
| Journée 3  | Girondins de Bordeaux  | Ext. | 1-2      | Laurent Blanc                                                                 |
| Journée 4  | RC Strasbourg          | Dom. | 1-0      | Bruno Bellone                                                                 |
| Journée 5  | SM Caennais            | Ext. | 1-0      | Bruno Bellone                                                                 |
| Journée 6  | Matra Racing           | Dom. | 0-0      | -                                                                             |
| Journée 7  | RC Lens                | Ext. | 0-0      | -                                                                             |
| Journée 8  | FC Nantes              | Dom. | 1-4      | (c.s.c.) Antoine Kombouaré                                                    |
| Journée 9  | FC Metz                | Ext. | 2-1      | Kader Ferhaoui · Laurent Blanc                                                |
| Journée 10 | Stade lavallois        | Dom. | 6-2      | Gérard Bernardet · Patrick Cubaynes · Roger Milla · (c.s.c.) Bertrand Reuzeau |
| Journée 11 | Sporting Toulon        | Ext. | 1-1      | Gérard Bernardet                                                              |
| Journée 12 | Paris Saint-Germain    | Dom. | 0-0      | -                                                                             |
| Journée 13 | AJ Auxerre             | Ext. | 0-1      | -                                                                             |
| Journée 14 | AS Monaco              | Dom. | 4-2      | Laurent Blanc · Kader Ferhaoui · Gérard Bernardet                             |
| Journée 15 | Lille OSC              | Ext. | 1-3      | (c.s.c.) Fernando Zappia                                                      |
| Journée 16 | AS Cannes              | Dom. | 0-0      | -                                                                             |
| Journée 17 | FC Sochaux-Montbéliard | Ext. | 0-2      | -                                                                             |
| Journée 18 | Toulouse FC            | Dom. | 1-0      | Laurent Blanc                                                                 |
| Journée 19 | AS Saint-Etienne       | Dom. | 2-0      | Laurent Blanc · Júlio César                                                   |
| Journée 20 | OGC Nice               | Ext. | 3-3      | Roger Milla · Laurent Blanc                                                   |
| Journée 21 | Girondins de Bordeaux  | Dom. | 2-2      | Gérard Buscher                                                                |
| Journée 22 | RC Strasbourg          | Ext. | 1-3      | Laurent Blanc                                                                 |
| Journée 23 | SM Caennais            | Dom. | 1-0      | Carlos Alberto Valderrama                                                     |
| Journée 24 | Matra Racing           | Ext. | 0-4      | -                                                                             |
| Journée 25 | RC Lens                | Dom. | 2-0      | Laurent Blanc                                                                 |
| Journée 26 | FC Nantes              | Ext. | 1-2      | Gérard Buscher                                                                |
| Journée 27 | FC Metz                | Dom. | 5-3      | Gérard Bernardet · Laurent Blanc · Kader Ferhaoui                             |
| Journée 28 | Stade lavallois        | Ext. | 1-0      | Gérard Buscher                                                                |
| Journée 29 | Sporting Toulon        | Dom. | 0-1      | -                                                                             |
| Journée 30 | Paris Saint-Germain    | Ext. | 2-3      | Roger Milla                                                                   |
| Journée 31 | AJ Auxerre             | Dom. | 1-0      | Laurent Blanc                                                                 |
| Journée 32 | AS Monaco              | Ext. | 2-4      | Patrick Cubaynes                                                              |
| Journée 33 | Lille OSC              | Dom. | 2-3      | Kader Ferhaoui · Laurent Blanc                                                |
| Journée 34 | AS Cannes              | Ext. | 1-0      | Patrick Cubaynes                                                              |
| Journée 35 | FC Sochaux-Montbéliard | Dom. | 1-2      | Jean-Jacques Nono                                                             |
| Journée 36 | Toulouse FC            | Ext. | 2-2      | Christian Navarro · Gérard Buscher                                            |
| Journée 37 | AS Saint-Etienne       | Ext. | 0-1      | -                                                                             |
| Journée 38 | Olympique de Marseille | Dom. | 1-0      | Pascal Baills                                                                 |

### Coupe UEFA
| Tour            | Adversaire       | Lieu | Résultat | Buteurs du MPSC  |
| 1/32e de finale | Benfica Lisbonne | Dom. | 0-3      | -                |
| 1/32e de finale | Benfica Lisbonne | Ext. | 1-3      | Patrick Cubaynes |

### Coupe de France
| Tour            | Adversaire             | Lieu | Résultat   | Buteurs du MPSC                                |
| 1/32e de finale | Dijon FCO (Division 2) | Ext. | 3-2 (a.p.) | Laurent Blanc · Júlio César · Gérard Bernardet |
| 1/16e de finale | AS Monaco (Division 1) | Dom. | 1-1        | Kader Ferhaoui                                 |
| 1/16e de finale | AS Monaco (Division 1) | Ext. | 0-3        | -                                              |

## Statistiques

### Statistiques collectives
| Compétition     | Débute au tour  | Place ou tour final | Matches joués | Gagnés | Nuls | Perdus | Buts pour | Buts contre | Différence |
| Division 1      | -               | 9e                  | 38            | 14     | 10   | 14     | 51        | 53          | -2         |
| Coupe UEFA      | 1/32e de finale | 1/32e de finale     | 2             | 0      | 0    | 2      | 1         | 6           | -5         |
| Coupe de France | 1/32e de finale | 1/16e de finale     | 3             | 1      | 1    | 1      | 4         | 6           | -2         |
| Total           | -               | -                   | 43            | 15     | 11   | 17     | 56        | 65          | -9         |

### Statistiques individuelles
| Nat. | Nom          | Division 1 | Division 1  | Division 1 | Division 1   | Coupe de France | Coupe de France | Coupe de France | Coupe de France | Coupe UEFA | Coupe UEFA  | Coupe UEFA | Coupe UEFA   | Total | Total       | Total  | Total        |
| Nat. | Nom          | M.j.       | But inscrit | Averti     | Carton rouge | M.j.            | But inscrit     | Averti          | Carton rouge    | M.j.       | But inscrit | Averti     | Carton rouge | M.j.  | But inscrit | Averti | Carton rouge |
|      | Rust         | 38         | 0           | 0          | 0            | 3               | 0               | 0               | 0               | 2          | 0           | 0          | 0            | 43    | 0           | 0      | 0            |
|      | Hours        | 0          | 0           | 0          | 0            | 0               | 0               | 0               | 0               | 0          | 0           | 0          | 0            | 0     | 0           | 0      | 0            |
|      | Bonnafous    | 8          | 0           | 0          | 0            | 0               | 0               | 0               | 0               | 0          | 0           | 0          | 0            | 8     | 0           | 0      | 0            |
|      | Saboye       | 1          | 0           | 0          | 0            | 0               | 0               | 0               | 0               | 0          | 0           | 0          | 0            | 1     | 0           | 0      | 0            |
|      | Lowitz       | 22         | 0           | 0          | 0            | 2               | 0               | 0               | 0               | 2          | 0           | 0          | 0            | 26    | 0           | 0      | 0            |
|      | Lucchesi     | 27         | 0           | 0          | 0            | 1               | 0               | 0               | 0               | 2          | 0           | 0          | 0            | 30    | 0           | 0      | 0            |
|      | Nono         | 18         | 1           | 0          | 0            | 1               | 0               | 0               | 0               | 1          | 0           | 0          | 0            | 20    | 1           | 0      | 0            |
|      | Júlio César  | 26         | 1           | 0          | 1            | 3               | 1               | 0               | 0               | 2          | 0           | 0          | 0            | 31    | 2           | 0      | 1            |
|      | Dupin        | 3          | 0           | 0          | 0            | 0               | 0               | 0               | 0               | 0          | 0           | 0          | 0            | 3     | 0           | 0      | 0            |
|      | Der Zakarian | 32         | 0           | 0          | 0            | 2               | 0               | 0               | 0               | 0          | 0           | 0          | 0            | 34    | 0           | 0      | 0            |
|      | Baills       | 35         | 1           | 0          | 1            | 3               | 0               | 0               | 0               | 2          | 0           | 0          | 0            | 40    | 1           | 0      | 1            |
|      | Valderrama   | 24         | 1           | 0          | 0            | 2               | 0               | 0               | 0               | 1          | 0           | 0          | 0            | 27    | 1           | 0      | 0            |
|      | Navarro      | 4          | 1           | 0          | 0            | 0               | 0               | 0               | 0               | 1          | 0           | 0          | 0            | 5     | 1           | 0      | 0            |
|      | Minguet      | 1          | 0           | 0          | 0            | 0               | 0               | 0               | 0               | 0          | 0           | 0          | 0            | 1     | 0           | 0      | 0            |
|      | Bernardet    | 31         | 6           | 0          | 0            | 3               | 1               | 0               | 0               | 2          | 0           | 0          | 0            | 36    | 7           | 0      | 0            |
|      | Lemoult      | 32         | 0           | 0          | 0            | 3               | 0               | 0               | 0               | 2          | 0           | 0          | 0            | 37    | 0           | 0      | 0            |
|      | Ferhaoui     | 35         | 4           | 0          | 0            | 3               | 1               | 0               | 0               | 2          | 0           | 0          | 0            | 40    | 5           | 0      | 0            |
|      | Edwige       | 1          | 0           | 0          | 0            | 0               | 0               | 0               | 0               | 0          | 0           | 0          | 0            | 1     | 0           | 0      | 0            |
|      | Bellone      | 13         | 2           | 0          | 0            | 3               | 0               | 0               | 0               | 0          | 0           | 0          | 0            | 16    | 2           | 0      | 0            |
|      | Bentoumi     | 1          | 0           | 0          | 0            | 0               | 0               | 0               | 0               | 0          | 0           | 0          | 0            | 1     | 0           | 0      | 0            |
|      | Buscher      | 17         | 5           | 0          | 0            | 2               | 0               | 0               | 0               | 0          | 0           | 0          | 0            | 19    | 5           | 0      | 0            |
|      | Valadier     | 9          | 0           | 0          | 0            | 1               | 0               | 0               | 0               | 0          | 0           | 0          | 0            | 10    | 0           | 0      | 0            |
|      | Blanc        | 35         | 15          | 0          | 0            | 3               | 1               | 0               | 0               | 2          | 0           | 0          | 0            | 40    | 16          | 0      | 0            |
|      | Cubaynes     | 19         | 4           | 0          | 0            | 0               | 0               | 0               | 0               | 2          | 1           | 0          | 0            | 21    | 5           | 0      | 0            |
|      | Milla        | 29         | 7           | 0          | 0            | 2               | 0               | 0               | 0               | 2          | 0           | 0          | 0            | 33    | 7           | 0      | 0            |

### Autres statistiques
| Meilleurs buteurs \| Joueur \| Total \| \| Laurent Blanc \| 16 \| \| Gérard Bernardet \| 7 \| \| Roger Milla \| 7 \| \| Gérard Buscher \| 5 \| \| Kader Ferhaoui \| 5 \| \| Patrick Cubaynes \| 5 \| \| Bruno Bellone \| 2 \| \| Júlio César \| 2 \| \| Carlos Alberto Valderrama \| 1 \| \| Christian Navarro \| 1 \| \| Jean-Jacques Nono \| 1 \| \| Pascal Baills \| 1 \| | Equipe type de la saison Rust Baills Júlio César Lucchesi Der Zakarian Lemoult Valderrama Ferhaoui Blanc Bernardet Milla D'après les temps de jeu à leur poste. |  |
| Joueur | Total |  |
| Laurent Blanc | 16 |  |
| Gérard Bernardet | 7 |  |
| Roger Milla | 7 |  |
| Gérard Buscher | 5 |  |
| Kader Ferhaoui | 5 |  |
| Patrick Cubaynes | 5 |  |
| Bruno Bellone | 2 |  |
| Júlio César | 2 |  |
| Carlos Alberto Valderrama | 1 |  |
| Christian Navarro | 1 |  |
| Jean-Jacques Nono | 1 |  |
| Pascal Baills | 1 |  |

Buts
- Premier but de la saison :   Gérard Bernardet contre l'Olympique de Marseille lors de la 1re journée de championnat
- Premier doublé :    Laurent Blanc contre l'AS Monaco lors de la 14e journée de championnat
- Premier triplé :     Roger Milla contre le Stade lavallois lors de la 10e journée de championnat
- Plus grande marge : 4 buts (marge positive et négative) 6-2 contre le Stade lavallois et 0-4 contre le Matra Racing lors des 10e et 24e journées de championnat
- Plus grand nombre de buts dans une rencontre : 8 buts 6-2 contre le Stade lavallois et 5-3 contre le FC Metz lors des 10e et 27e journées de championnat